# 任天堂公認曲集
『任天堂公認曲集シリーズ』（にんてんどうこうにんきょくしゅうシリーズ）は、ヤマハグループが2010年から出版している任天堂ゲーム楽曲の楽譜シリーズ。任天堂が監修を行い、編集は一部作品を除き、主にAMKミュージックが手がけている。

## 概要
マリオシリーズやゼルダの伝説シリーズなど任天堂ゲームの公認楽譜がなかったことから、ヤマハのプロデューサー瀬戸優樹がAMKミュージックの天宅しのぶに声をかけ、任天堂でゲーム音楽を手がける近藤浩治を訪問した。近藤からの「せっかく作るのであれば、任天堂らしい楽譜集にしたい」という要望に対し、瀬戸は、誰もが簡単に演奏できるように譜めくりのいらない楽譜を実現させ、さらにゲームの世界観を楽譜内に表現する提案を行った。天宅はファミコン時代に任天堂で近藤とともにゲームミュージックを手がけていたことから、その後のシリーズの楽譜編集を行い、瀬戸が初代編集長となった。スーパーマリオシリーズとゼルダの伝説シリーズのスーパーベスト版には近藤と天宅のインタビュー記事も掲載されており、編集と撮影、選曲を瀬戸が行っている。主に書籍として出版されるが、雑誌の増刊号として出版されることもある。本シリーズは発売当初、多くの楽器店で完売が続き、重版が続いた。さらに、2011年にはアメリカの老舗出版社Alfred Music Publishingより英語の翻訳版も出版された。新シリーズとして、株式会社ポケモン公認曲集シリーズも発行している。

## 主な作品
- ピアノソロ NewスーパーマリオブラザーズWii - 第1作目 2010年4月20日発行
- ピアノソロゼルダの伝説 大地の汽笛 - 第1作目 2010年4月20日発行
- New Sounds in Brass第38集スーパーマリオブラザーズ - 2010年4月21日発行
- エレクトーンで弾くVOL.15 スーパーマリオシリーズスーパーベスト - 2010年5月20日発行
- ピアノソロスーパーマリオシリーズスーパーベスト - 2010年6月20日発行
- ピアノソロゼルダの伝説シリーズスーパーベスト - 2010年6月20日発行
- ソロ・ギターで弾く スーパーマリオシリーズスーパーベスト - 2010年7月10日発行
- 月刊ピアノ7月増刊 ピアノで弾くスーパーマリオギャラクシー2 - 2010年7月15日発行
- ピアノソロ ピアノで弾く トモダチコレクション - 2010年10月23日
- スーパーマリオシリーズ マリオ de JAZZ - 2011年1月10日
- ピアノソロ スーパーマリオブラザーズ/スーパーベスト plus - 2012年8月24日発行
- ソロ・ウクレレで弾く スーパーマリオシリーズスーパーベスト - 　2013年9月27日発行
- ピアノソロ やさしくひける どうぶつの森 スーパーベスト - 2016年5月26日
- ピアノソロ ピアノで楽しむ スプラトゥーン - 2016年6月20日
- ピアノソロ・連弾・アンサンブル みんなで楽しむ あつまれ どうぶつの森 - 2021年4月25日
- ピアノソロ・連弾 ピアノで楽しむ スプラトゥーン3 スプラトゥーン2の楽曲も3曲入ってます - 2023年9月27日